# Annato

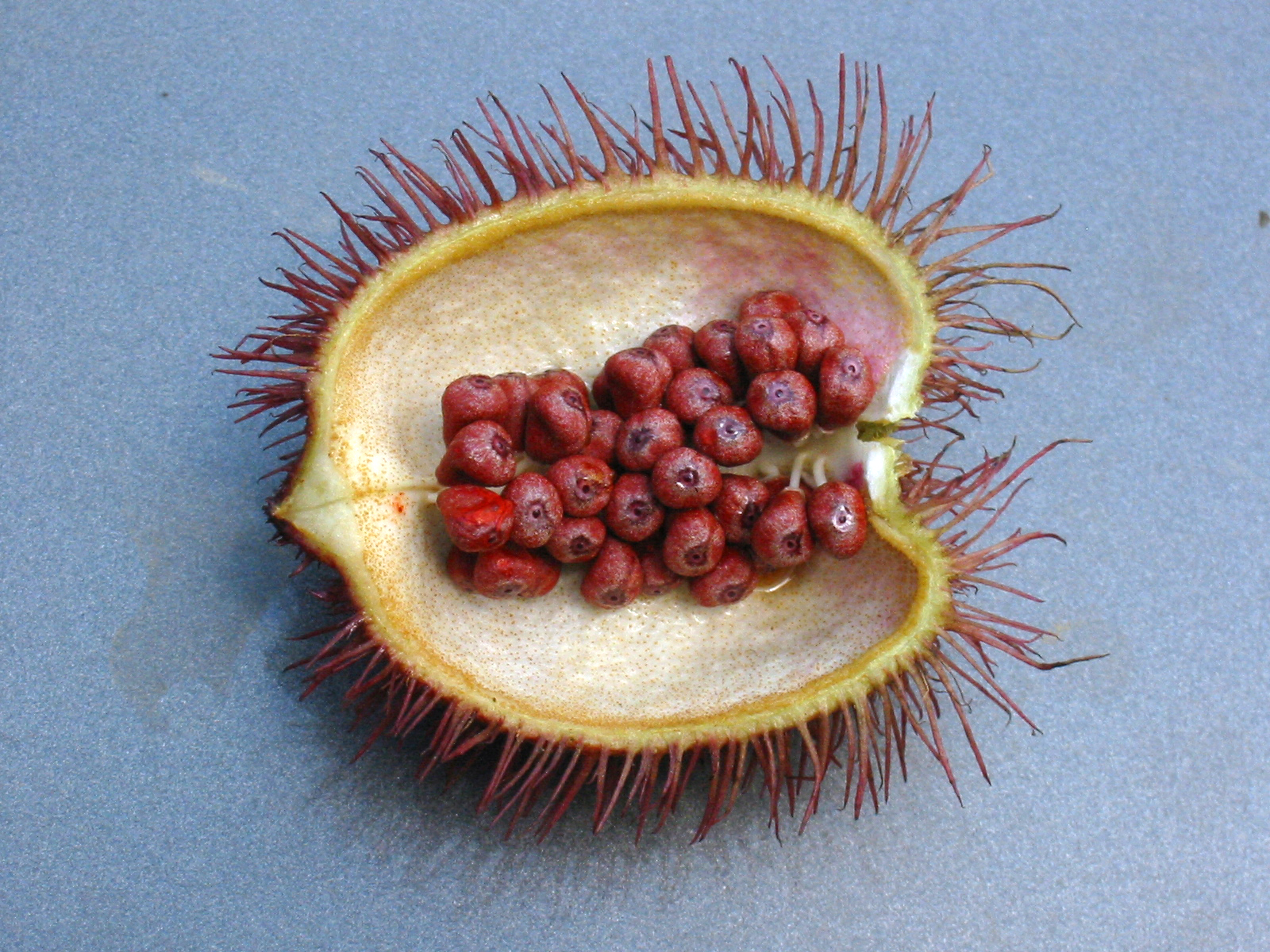
Przekrój owocu arnoty właściwej

Annato (E160b, CAS 1393-63-1) – pomarańczowoczerwony barwnik terpenowy, będący mieszaniną karotenoidów, otrzymywany naturalnie z nasion drzewa tropikalnego arnoty właściwej. Jest to nazwa surowego wyciągu, którego ekstraktami są biksyna (rozpuszczalna w tłuszczach) oraz norbiksyna (rozpuszczalna w wodzie).
Dopuszczalne dzienne spożycie wynosi 2,5 mg/kg ciała.

## Zastosowanie
- w przemyśle spożywczym jako dodatek do żywności do barwienia margaryny, olejów roślinnych, żółtych serów, ciast, oznaczany jako E160b
- barwienie tkanin na kolor pomarańczowy
- wyrób farb